# Mine de Cireșata
La mine de Cireșata est une grande mine à ciel ouvert à l'ouest de la Roumanie dans le Județ de Hunedoara, à 30 kilomètres au nord de Deva et 400 kilomètres au nord-ouest de la capitale (Bucarest). La mine de Cireșata représente un important gisement d'or et de cuivre avec des réserves estimées à 118 500 kg d'or et 174,4 millions de tonnes de minerai de cuivre titrant 0,15 % de cuivre.  Le projet appartient à la société torontoise Carpathian Gold.
Le projet impliquera l'extraction et le traitement de 7,1 millions de tonnes de minerai par an sur une durée de vie de 19 ans. La mine à ciel ouvert devrait produire environ 4,4 tonnes d'or et 10 000 tonnes de cuivre par an, reflétant une récupération totale moyenne de 68 % pour l'or et d'environ 91 % pour le cuivre. 

## Sources et références
1. ↑  (en-US) « The Colnic Mine », sur CarpathianGold (consulté le 10 août 2022)
2. ↑  « RVP Project Parameters », Carpathian Gold, 2009 (consulté le 9 septembre 2010)